# Chiesa di Santa Maria della Misericordia (Lastra a Signa)
La chiesa di Santa Maria della Misericordia si trova a Lastra a Signa.

## Storia e descrizione
Con la costruzione delle mura, tra il 1404 e il 1426, fu distrutta l'antica chiesa di Santa Maria, risalente al 1342, che fu ricostruita più all'interno del castello: presso di essa nel 1595 fu fondata la Confraternita della Misericordia, tuttora esistente.
La chiesa, il cui aspetto attuale è dovuto ai rifacimenti dei secoli XVII-XIX, conserva un'antica e pregevolissima tavola raffigurante la "Madonna con il Bambino", databile intorno al 1280, opera di un anonimo pittore fiorentino influenzato da Cimabue.
Agli altari laterali, realizzati nel Settecento, sono due dipinti, uno raffigurante "San Rocco in gloria" di Francesco Conti (1733), l'altro i "Santi Tobia e Sebastiano", patroni della Confraternita, di Giuseppe Collignon (inizi dell'Ottocento).
L'annesso Palazzo della Misericordia è ancora sede della Arciconfraternita della Misericordia di Lastra a Signa.